# España en los Juegos Paralímpicos de Tel Aviv 1968
España estuvo representada en los Juegos Paralímpicos de Tel Aviv 1968 por once deportistas, nueve hombres y dos mujeres.

## Medallistas
El equipo paralímpico español obtuvo las siguientes medallas:
| Nombre           | Deporte  | Evento                               |
| ---------------- | -------- | ------------------------------------ |
| Oro              |          |                                      |
| —                |          |                                      |
| Plata            |          |                                      |
| María Carmen Riu | Natación | 50 m braza completa clase 3 femenino |
| María Carmen Riu | Natación | 50 m libre completa clase 3 femenino |
| Miguel Carol     | Natación | 50 m braza clase especial masculino  |
| Bronce           |          |                                      |
| Miguel Carol     | Natación | 100 m braza clase abierta masculino  |